# Un coup de vent
Un coup de vent è un cortometraggio muto del 1906 diretto da Louis Feuillade. Prodotto e distribuito dalla Société des Etablissements L. Gaumont, fu l'esordio nella regia di Feuillade che aveva esordito l'anno precedente come sceneggiatore in un cortometraggio diretto da Étienne Arnaud.
Secondo alcune fonti, il cortometraggio - conosciuto anche con il titolo Le Coup de vent o Attrapez Mon Chapeau - è attribuito a Feuillade per ciò che riguarda la sceneggiatura, mentre rimane sconosciuto il regista.

## Trama
Un clown perde il suo cappello, portato via da un colpo di vento e si mette a rincorrerlo per le strade di Parigi.

## Produzione
Il film fu prodotto dalla Société des Etablissements L. Gaumont

## Distribuzione
Distribuito dalla Société des Etablissements L. Gaumont, uscì nelle sale nel 1906.